# Jean-François Champagne
Pour les articles homonymes, voir Champagne.
Jean-François Champagne, né à Semur-en-Auxois le 1er juillet 1751 et mort à Paris le 14 septembre 1813, est un universitaire français, enseignant puis administrateur du lycée Louis-le-Grand, helléniste, traducteur et membre de l'Académie des inscriptions et belles-lettres.

## Biographie

### Formation à Louis-le-Grand
Ayant commencé ses études à Semur-en-Auxois, il vint les finir au collège Louis-Le-Grand, qui était organisé à l'époque en de multiples collèges de boursiers, la plupart sous l'égide d'institutions à caractère religieux, tel le collège Dainville patronné par le chapitre de l'évêché de Noyon.
Le collège Louis-le-Grand fut, dans les années 1760-1780, le creuset de formation de nombreux acteurs de la Révolution. Maximilien Robespierre et son frère Augustin, Camille Desmoulins, Pierre Henri Hélène Tondu, (connu plus tard comme ministre des Affaires étrangères, d'août 1792 à juin 1793, sous le nom de Lebrun), La Fayette (qui n'y restera que jusqu'à l'adolescence) tous nés, comme Jean-François Champagne, entre 1750 et 1760, y ont fait l'essentiel de leurs études. Dans ce cadre se mêlent des fils de grande (La Fayette) ou petite (Dumouriez) noblesse et des bourgeois de statuts d'aisance très variés grâce au système de bourses.
Boursier de 1767 à 1778, il y enchaîne une carrière d'enseignant, avant d’être ensuite nommé professeur de 6e, et sans doute successivement, de différentes classes. Il devient, par la suite, abbé, puis diacre, évolution naturelle dans le contexte de l'établissement.

### Directeur de Louis-Le-Grand
Il enseignait depuis une dizaine d'années lorsqu'éclate la Révolution.
Alors que ses collègues, la plupart prêtres, abandonnent leur chaire au fil des mois, lui reste à son poste, parvenant à le maintenir ouvert pendant toute la période. Lorsque les biens de l'établissement sont saisis et vendus, il ne reçoit aucune allocation de l'État. Il doit user d'expédients divers, y compris pour nourrir les élèves. En 1793, une partie du site est utilisée comme prison.
Membre actif du comité révolutionnaire, section du Panthéon-Français, il est constamment confirmé dans ses fonctions et devient ainsi successivement, au fil des avatars de l'établissement, directeur du Collège Égalité (mai 1794), de l'Institut des Boursiers Égalité (1796), du Prytanée Français (1798), du Collège de Paris (1800), puis proviseur du Lycée de Paris (1803) et du Lycée Impérial (1804).
En janvier 1794, il recueille la famille de son ancien condisciple de quelques années son cadet, puis ami comme collègue enseignant au sein du Collège à la fin des années 1770, Lebrun-Tondu, puis ministre des Affaires étrangères du tout premier cabinet ministériel de la 1re République Française mis en place après la journée du 10 août 1792, exécuté le 28 décembre 1793. Il dénonce son appartenance aux ordres religieux mineurs, épouse sa veuve et assure l'éducation de ses enfants. En parallèle, Jean-François Champagne entre à l'Institut de France, classe des Sciences morales et politiques, en 1795, et courtise la politique en étant élu au Conseil des Cinq-Cents, où il semble toutefois ne pas avoir siégé.
Napoléon Bonaparte ayant créé les lycées par la loi du 11 floréal de l'an X (1er mai 1802), Louis-le-Grand devient le Lycée de Paris et de nombreux anciens élèves deviennent les cadres des lycées impériaux créés par la nouvelle administration. Jean-François Champagne règne avec fermeté pendant plus de dix ans sur l'établissement. À partir de 1801, les cachots où les élèves étaient mis au pain et à l'eau se trouvent en permanence occupés et, en 1803, le proviseur Champagne demande la création de nouveaux cachots, estimant qu'il en fallait un pour cent élèves.
Lors de la réforme de l'Institut de France par Bonaparte, Premier Consul, qui cherche à réduire l'influence de divers opposants, au début de 1803, il se voit confirmé dans sa position par l'arrêté de nominations du 8 Pluviôse an XI (28 janvier 1803), figurant désormais dans la IIIe Classe de l'institution (Classe d'Histoire et de Littératures Anciennes) 
Admis à la retraite en 1810, il meurt à Paris trois ans plus tard, le 14 septembre 1813. Il est inhumé au cimetière du Père-Lachaise (4e division).

## Armoiries
| Figure | Blasonnement |
|        | Armes du Chevalier Jean-François Champagne et de l'Empire D'or, à la plume et à la palme au naturel, croisées en sautoir, chargées d'un rouleau formé de manuscrits antiques de sable, surmontées d'un œil au naturel. Bordure de gueules du tiers de l'écu au signe des chevaliers légionnaires, posé en chef au deuxième point. |

## Distinctions
- Membre de l'Académie des inscriptions et belles-lettres (1797)
- Membre de la Légion d'honneur[réf. souhaitée]

## Principales publications
- La Politique d'Aristote, ou la science des gouvernemens : ouvrage traduict du grec, avec des notes historiques et critiques, par le citoyen Champagne, 2 volumes, 1797
- Vues sur l'organisation de l'instruction publique dans les écoles destinées à l'enseignement de la jeunesse, par le citoyen Champagne, 1799-1800
- Sur l'Éducation. Notions générales qui peuvent et doivent être adaptées à tous les degrés d'instruction, 1802
- La Mer libre, la Mer fermée, ou Exposition et analyse du traité de Grotius intitulé la Mer libre et de la réplique de Selden intitulée la Mer fermée, 1803

## Sources
- Louis Gabriel Michaud, Biographie universelle, ancienne et moderne, p. 392-395
- Site web du Lycée Louis-le-Grand